# أوسكار بيريز (لاعب كرة قدم)
أوسكار بيريز (بالإسبانية: Óscar Pérez Bovela)‏ هو لاعب كرة قدم إسباني في مركز الوسط، ولد في 27 أغسطس 1981 في أوفييدو في إسبانيا. لعب مع بولتون واندررز وراسينغ سانتاندير وريال أوفييدو ونادي أودينيزي ونادي إيبار ونادي تينيريفي ونادي غرناطة ونادي قادش ونادي قرطبة.

## وصلات خارجية
- أوسكار بيريز على موقع قاعدة بيانات كرة القدم.إي يو (الإنجليزية)
- أوسكار بيريز على موقع Soccerbase.com (لاعب) (الإنجليزية)
- أوسكار بيريز على موقع Soccerway.com (الإنجليزية)
- أوسكار بيريز على موقع AS.com (الإسبانية)